# Playa de Coedo
La playa de Coedo se encuentra en el concejo asturiano de Navia y pertenece a la localidad española de Las Cortinas.
Pese a no estar enmarcada en la zona conocida como Paisaje Protegido de la Costa Occidental de Asturias, presenta catalogación como ZEPA y LIC.

## Descripción
La playa tiene forma de ensenada, o pequeña bahía, con una longitud de unos 50 m y una anchura media de unos 30-35 m. Su entorno es rural, con un grado de urbanización medio y una peligrosidad baja. El acceso peatonal es de unos quinientos m de longitud. El lecho está compuesto de arenas gruesas y oscuras. También hay grandes losas de pizarra. Es una playa donde arriba el «ocle» con cierta frecuencia, arrancado y empujado por las mareas.
A la playa puede llegarse por varios caminos, pero el más sencillo es el que comienza junto a un campo de fútbol en Andés. A partir de ahí hay que tomar la única carretera que se dirige hacia el mar y al cabo de unos 700 m la carretera pasa a ser pista rural, serpenteante, que termina en un prado a través del cual se llega al centro de la playa. Desde ella se puede divisar hacia el este una roca de perfil peculiar que llaman en la zona la roca del «Home de Coedo» o bien «Hombre de Coedo».
La playa carece de cualquier servicio, hay una desembocadura de un riachuelo y las actividades recomendadas son la pesca recreativa con caña o la pesca submarina. Es una playa adecuada para ir con toda la familia.